# Siltronic
Die Siltronic AG ist ein Hersteller von Wafern aus Reinstsilizium, der Grundlage für die moderne Mikro- und Nanotechnologie. Das Unternehmen mit Sitz in München ist einer größten Hersteller von Wafern für die Halbleiterindustrie weltweit.

## Geschichte
Die Ursprünge des Unternehmens reichen zurück bis zum Beginn der Forschung und Entwicklung von Reinstsilizium im Jahr 1953. Gegründet wurde es 1968 als Wacker-Chemitronic GmbH in Burghausen und 1994 in die Wacker Siltronic GmbH umfirmiert. Die Umfirmierung in eine Aktiengesellschaft (Wacker Siltronic AG) erfolgte 1996. 2004 fand die Umfirmierung in die Siltronic AG statt.
Das Unternehmen stellt an seinen beiden deutschen Produktionsstandorten Burghausen und Freiberg sowie an Standorten in Asien und den USA Siliziumwafer mit Durchmessern bis zu 300 mm her. Das Unternehmen ist Mitglied im Verein/Industrieverband Silicon Saxony.
2020 wurde bekannt, dass Siltronic für 3,7 Mrd. Euro an den taiwanesischen Hersteller GlobalWafers, eine Tochtergesellschaft von Sino-American Silicon Products (SAS), verkauft werden sollte. Das Angebot wurde 2021 auf 4,4 Mrd. Euro erhöht. Die deutsche Bundesregierung verhinderte im Jahr 2022 das Geschäft und erteilte keine Zustimmung. GlobalWafers hatte bereits 2016 die Halbleitersparte von SunEdison übernommen.

### Aktie und Aktionärsstruktur
Die Aktien des Unternehmens werden seit dem 11. Juni 2015 im Prime Standard der Frankfurter Wertpapierbörse gehandelt und wurden zum 21. Dezember desselben Jahres in den TecDAX aufgenommen. Davor war Siltronic eine 100%ige Tochter der Wacker Chemie. Zwischen dem 24. September 2018 und dem 21. Juni 2021 wurde Siltronic zusätzlich im MDAX geführt. Dann erfolgte der Abstieg in den SDAX und zum 21. März 2022 wieder der Aufstieg in den MDAX.
Das Grundkapital der Gesellschaft ist eingeteilt in 30 Millionen Stückaktien. Als Festbesitz gilt ein Anteil von 30,83 %, welcher seit März 2017 von Wacker Chemie gehalten wird. Die übrigen 69,17 % gelten als Streubesitz. Unter den meldepflichtigen Streubesitzaktionären ist mit Stand November 2018 die BlackRock, Inc. der größte Aktionär mit einem Anteil von 3,47 % der Stimmrechte.

## Standorte in Deutschland
- Burghausen
- Freiberg
- München[10]

## Standorte außerhalb Deutschlands
- Portland (Oregon), USA
- Singapur[10]

## Produkte
- Gesägte, geätzte, geläppte, polierte Siliziumwafer
- Epi-Wafer (Polierte Wafer mit epitaktisch abgeschiedenen Schichten)

Die Siliziumwafer werden mit den Dotierungen Bor, Phosphor, Antimon und Arsen angeboten. Als Ziehverfahren werden sowohl das Czochralski- als auch das Zonenziehverfahren verwendet.

## Beteiligungen
Im Zuge einer Kapitalerhöhung im Jahr 2014 erhöhte Siltronic seine Anteile an dem Joint-Venture Siltronic Silicon Wafer Pte. Ltd mit Samsung auf 78 %. Vorher firmierte das seit 2006 existierende Joint-Venture unter Siltronic Samsung Wafer Pte. Ltd. Das Unternehmen stellt in einer Fabrik in Singapur 300-mm-Wafer her.